# 木村庄之助 (5代)
5代 木村 庄之助（ごだい きむら しょうのすけ、生没年不詳）は、大相撲の立行司。本名、出身地ともに不明。

## 人物
2代木村庄之助の嫡子とされる。初名は木瀬庄太郎、後に初代木村庄太郎から庄蔵と改め寛保年間に5代目を襲名した。